# Tomorrow We Die Alive
Tomorrow We Die Alive es el tercer álbum de estudio de la banda estadounidense de metal progresivo Born of Osiris. Fue lanzado el 20 de agosto de 2013 a través de Sumerian Records.
El álbum debutó en el puesto 27 del Billboard 200, vendiendo 13.052 copias en la primera semana y ha vendido 51.000 copias hasta octubre de 2015.

## Lista de canciones
| N.º | Título                | Duración |  |
| 1.  | «Machine»             | 4:24     |  |
| 2.  | «Divergency»          | 3:58     |  |
| 3.  | «Mindful»             | 3:33     |  |
| 4.  | «Exhilarate»          | 3:34     |  |
| 5.  | «Absolution»          | 4:06     |  |
| 6.  | «The Origin»          | 3:45     |  |
| 7.  | «Aeon III»            | 3:56     |  |
| 8.  | «Imaginary Condition» | 3:13     |  |
| 9.  | «Illusionist»         | 3:59     |  |
| 10. | «Source Field»        | 3:48     |  |
| 11. | «Vengeance»           | 4:10     |  |

## Posicionamiento en lista
| Lista (2011)                    | Posición |
| ------------------------------- | -------- |
| US Billboard 200                | 27       |
| US Billboard Independent Albums | 8        |
| US Billboard Rock Albums        | 10       |
| US Billboard Hard Rock Albums   | 3        |

## Personal
Born of Osiris
- Ronnie Canizaro – voz principal
- Lee McKinney – guitarras
- David Da Rocha – bajo
- Joe Buras – teclados, voz
- Cameron Losch – batería